# New Brockton, Alabama
New Brockton là một thị trấn thuộc quận Coffee, tiểu bang Alabama, Hoa Kỳ. Dân số năm 2009 là 1247 người, mật độ đạt 60 người/km².